# ديفيد بيلدا
ديفيد بيلدا (بالإسبانية: David Belda)‏ هو دراج إسباني، ولد في 18 مارس 1983 في كوكينتاينا في إسبانيا.

## وصلات خارجية
- ديفيد بيلدا على موقع الاتحاد الدولي للدراجات (الإنجليزية)
- ديفيد بيلدا على موقع أرشيف الدراجات (الإنجليزية)
- ديفيد بيلدا على موقع إحصائيات الدراجات الإحترافية (الإنجليزية)
- ديفيد بيلدا على موقع نسبة الدراجات (الإنجليزية)